# Moody’s Analytics
Moody’s Analytics ist eine US-amerikanische Tochtergesellschaft der Moody’s Corporation. Sie wurde 2007 getrennt von Moody’s Investors Service gegründet. Das Unternehmen konzentriert sich auf ratingunabhängige Geschäftsaktivitäten und bietet wirtschaftliches Research im Hinblick auf Kreditanalyse, Performance-Management, Finanzmodellierung, strukturierte Analyse und finanzielles Risikomanagement. Hinzu kommen quantitative Analysen und Tools für das Kreditrisikomanagement sowie Software und Beratungsleistungen, einschließlich ökonomischer Modelle und Schulungsprogramme im Bereich Finanzwesen.
Moody’s Analytics umfasst eine Reihe verschiedener Sparten, einschließlich Moody’s KMV, Moody’s Economy.com, Moody’s Wall Street Analytics, das Institute of Risk Standards and Qualifications und das Canadian Securities Institute Global Education Inc.

## Geschichte
Im Jahr 1995 gründete die Moody’s Corporation den Geschäftszweig Moody’s Risk Management Service (MRMS), der quantitative Analyseleistungen, einschließlich Kreditrisikobewertungssoftware und -Services anbot.
Ende der 1990er Jahre strebte Moody’s Partnerschaften mit anderen Organisationen an und tätigte Akquisitionen, um seinen Kundenstamm und seine Angebotspalette auszuweiten.
Anfang 2000 erwarb Moody’s die Software Products Group von Crowe, Chizek & Co., der damals achtgrößten Wirtschaftsprüfungs- und Unternehmensberatungsgesellschaft der USA. Dadurch erlangt Moody’s Zugang zu Software, die von Banken zur Risikoanalyse bei der Ausreichung gewerblicher Darlehen genutzt wurde. Im selben Jahr schloss sich MRMS mit RiskMetrics zusammen, um eine Software zu entwickeln, die Kreditrisikoanalyse und Portfolio-Management vereint.
Im Februar 2002 erwarb Moody’s das Unternehmen KMV (Kealhofer McQuown Vasicek), ein in San Francisco ansässiges Unternehmen für quantitatives Risikomanagement, und verschmolz es mit MRMS zu Moody’s KMV. Das Unternehmen übernahm von KMV die Kunden und das Software-Tool zur Berechnung von Kreditausfallwahrscheinlichkeiten, EDF (Expected Default Frequency). Moody’s KMV integrierte die Finanzmodell-Software aller ehemaligen Unternehmen und lancierte 2003 sein Kreditrisikomanagementsystem Credit Monitor.
Mit der Übernahme von Economy.com, einem in West Chester, Pennsylvania, ansässigen Unternehmen für ökonomisches Research und Wirtschaftsanalysen, im Jahr 2005 erweiterte Moody’s seine Angebotspalette um Research-Services auf wirtschaftlicher und demografischer Ebene, Länderanalysen sowie Daten zu Wirtschafts-, Finanz- und regionalen Märkten.
Im darauf folgenden Jahr übernahm Moody’s den in San Francisco ansässigen Finanzanalyse- und Monitoring-Software-Entwickler Wall Street Analytics, der später in Moody’s Wall Street Analytics umfirmiert wurde. Mit der Akquisition erwarb Moody’s Software für das Finanzrisikomanagement, einschließlich eines Tools für die Bewertung von Collateralized Debt Obligations (CDOs).
Im August 2007 schuf die Moody’s Corporation einen neuen Geschäftszweig für die kombinierten ratingunabhängigen Aktivitäten, Moody’s Analytics, das unabhängig von Moody’s Investors Service am Markt tätig ist. Zu den Tochtergesellschaften, die Moody’s Analytics aktuell umfasst, gehören u. a. Moody’s KMV, Economy.com, Wall Street Analytics, Fermat International, Enb Consulting Ltd., The Institute of Risk Standards and Qualifications (iRSQ) und zuletzt CSI Global Education Inc. Die neue Sparte nahm den Betrieb zunächst mit Moody’s KMV, Economy.com und Wall Street Analytics auf. Weitere Tochtergesellschaften kamen später zu Moody’s Analytics im Rahmen von Übernahmen hinzu.
Im Jahr 2008 übernahm Moody’s Analytics das Unternehmen Fermat International, einen in Brüssel ansässigen Anbieter von Software für das Finanzrisiko- und Performance-Management im Bankensektor, die seinerzeit von über 100 Banken in 30 Ländern in Europas, dem Nahen Osten und Asien genutzt wurde.
Im Dezember 2008 wurde die Enb Consulting Ltd., ein in Surrey, England, ansässiger Anbieter von beruflichen Schulungs- und Fortbildungsprogrammen für den Finanzsektor, in die Moody’s Analytics Training Services integriert. Hierzu zählen fachspezifische sowie Softskill-Schulungen für Fachleute aus dem Bankensektor und Kapitalmarktexperten.
Im Jahr 2010 gründete Moody’s Analytics das Institute of Risk Standards and Qualifications (iRSQ), eine Einrichtung für Kompetenzschulungen und Zertifizierungen im Bereich Finanzrisikomanagement. Die Qualifikation des iRSQ wird vom britischen Office of Qualifications and Examinations Regulation (Ofqual) anerkannt und das Zertifizierungsprogramm wurde vom Financial Services Skills Council als Schulungsstandard für angewandtes Risikomanagement anerkannt.
Mit der Übernahme des Canadian Securities Institute Global Education Inc. (CSI) im November 2010, einem Anbieter von Schulungs- und Zertifizierungsprogrammen für den Finanzsektor, erweiterte Moody’s Analytics sein Schulungsangebot weiter. Größte Bekanntheit erlangte das CSI durch seinen Einführungskurs in die Aktien- und Rentenmärkte, den Canadian Securities Course, der für alle in Kanada zugelassenen Anlageberater verpflichtend ist.
Im Juni 2010 ging Moody’s Analytics ein strategisches Bündnis mit Experian ein, um Finanzinstituten eine Software für die Verwaltung von Konsumentenkreditportfolios anzubieten. Das erste gemeinsame Produkt trug den Namen CreditCycle Plus und ist ein Tool zur Prognose von potenziellen Verlusten und zur Durchführung von Stresstests für unterschiedliche Kreditportfolios.
Im März 2011 kündigte Moody’s Analytics ein neues Computerprogramm, Mortgage Portfolio Analyzer an, das von Moody’s Research Labs entwickelt wurde, um Portfoliomanager bei der Kreditrisikosteuerung zu unterstützen.
Im November 2011 hat sich die Moody’s Corporation an den Unternehmen von Copal Partners, einem Anbieter von Fremdleistungen in den Bereichen Research und Analyse für institutionelle Kunden, mehrheitlich beteiligt. Mit dieser Übernahme erweiterte Moody’s Analytics seine Angebotspalette an Research-, Daten-, Software- und Trainingsdienstleistungen.
Im Dezember 2011, wurde Barrie & Hibbert Limited, ein führender Anbieter von Risikomanagement-Modellierungstools für Versicherungsunternehmen, der von mehr als 150 Kunden genutzt wurde, in die unternehmensweiten Moody’s Analytics Risikomanagement Services integriert. Hierzu zählen Softwarelösungen für die Versicherungsindustrie und den Rentensektor weltweit.

## Produkte
Zu den Aushängeschildern von Moody’s Analytics gehören u. a. die Softwarepakete Market Implied Ratings (MIR) und Expected Default Frequency (EDF). MIR wendet die Moody’s-Ratingskala auf Kursindikatoren an den Kredit- und Aktienmärkten an, um den Nutzern Anlagemöglichkeiten aufzuzeigen. EDF beurteilt die Kreditausfallwahrscheinlichkeit auf der Grundlage verschiedener quantitativer Faktoren wie Marktkapitalisierung, Eigenkapital, Volatilität und Kapitalstruktur.
Außerdem werden Finanzinstituten Analyse- und Risikomanagement-Software zur Verfügung gestellt, einschließlich der Kreditrisikomanagementsoftware RiskAnalyst, die für die Analyse der bonitätsrelevanten Daten zu gewerblichen Krediten und zur Risikoberechnung verwendet wird. Moody’s Analytics bietet auch Tools für das aufsichtsrechtliche Risikomanagement und -reporting an sowie für die Verwaltung der Bilanz und des Liquiditätsrisiko. Mit diesen Produkten sind Organisationen in der Lage, die Herausforderungen der aufsichtsrechtlichen Kontrolle und Berichterstattung zu bewältigen, die im Rahmen von Dodd-Frank, Stresstests und Basel sowie Solvency II und der Transferpreissetzung auf sie zukommen.